# 耿隨卿
耿隨卿（1517年—？），字子承，號忠菴，直隸大名府滑縣人，軍籍，明朝政治人物。

## 生平
嘉靖二十二年（1543年）癸卯科順天府鄉試第四十一名舉人。嘉靖二十六年（1547年）中式丁未科會試第七十九名，登第三甲第一百六十九名進士。户部觀政，授休寧知縣，升工部主事，歷兵部员外郎、郎中，歷官山東開原兵備僉事、河南參議，撫叛軍，擒逆藩，遷蘇松兵备副使，剿倭于崇明岛，升山西左参政，四十四年十二月擢都察院右僉都御史、整飭薊州等處邊備兼巡撫順天。隆慶元年（1567年）十月因總兵李世忠、申繼嶽等割被傷民首八百餘級以報功，被黜為民。

## 家族
曾祖耿表；祖父耿潤，字天福，以子耿思愛贈文林郎黃縣知縣；父耿騰，母郭氏；繼母朱氏、何氏。重庆下。兄耿随國；耿随朝（同科進士）。弟随相、随行、随佐、随諫、随用、随孝、随弟。兄耿随朝，同科進士。弟耿随龍，萬曆丙戌進士。
子若璘、若珣。